# Emile Daems
Emile Daems, född den 4 april 1938 i Genval, död den 17 oktober 2024 i Waver, var en belgisk landsvägscyklist som var professionell från 1959 till 1966. Han vann tre av de fem monumenten under sin karriär: Giro di Lombardia 1960, Milano–Sanremo 1962 och Paris–Roubaix 1963. Därutöver vann han fyra etapper i Tour de France och två i Giro d'Italia.

## Meriter
|  | 1960 Vinnare av Giro di Lombardia Vinnare av Giro dell'Appennino Vinnare av Nationale Sluitingsprijs Vinnare av etapperna 9a och 19 i Giro d'Italia Vinnare av etapp 16 i Roma–Napoli–Roma Vinnare av Tour de l'Ouest 3:a i Heist-op-den-Berg 6:a i Sassari–Cagliari 7:a totalt i Giro di Sardegna 7:a i Giro di Romagna 10:a i La Flèche Wallonne | 1961 Vinnare totalt av Giro di Sardegna Vinnare av etapp 3 i Tour de France Vinnare av Giro del Ticino 4:a i Ronde van Vlaanderen 4:a i Heist-op-den-Berg 6:a i Liège–Bastogne–Liège 6:a i Paris–Roubaix 6:a i Paris–Bryssel 7:a i Trofeo Matteotti | 1962 Vinnare av Milano–Sanremo Vinnare av etapp 2a i Paris–Nice Vinnare av etapperna 5, 16 och 18 i Tour de France Vinnare av etapp 5a i Giro di Sardegna Vinnare av Giro del Ticino 2:a i Paris–Roubaix 3:a i Super Prestige Pernod 3:a i linjelopp vid Belgiska mästerskapen 4:a i Giro di Lombardia 4:a i Brabantse Pijl 7:a i Sassari–Cagliari | 1963 Vinnare av Paris–Roubaix 3:a i Brabantse Pijl 3:a i Giro del Ticino 5:a i Critérium des As 8:a i Ronde van Vlaanderen 8:a i Genua–Nice 10:a i Super Prestige Pernod 1964 7:a i Bryssel–Ingooigem 8:a i Brabantse Pijl 1965 3:a i Grote Prijs Jef Scherens |